# Хилмија Бешлагић
Хилмија Бешлагић (Бања Лука, 12. јул 1899 — Буенос Ајрес, 1. децембар 1977) био је југословенски и хрватски грађевински инжењер и политичар.
По окончању студија радио од 1926. радио је као инжењер у Грађевинском одсјеку Врбаске области (од 1929. Врбаске бановине) у Бањој Луци. Своје предузеће за пројектовање и извођење радова нискоградње и високоградње 1931. године.
Био је члан Југословенске муслиманске организације 1935, када је напустио странку због одлуке њеног руководства да приступи Југословенској радикалној заједници. Један је од оснивача и члан главног одбора Народне узданице, муслиманског културно-просвјетног друштва.
Послије пораза и подјеле Југославије и успоставе Независне Државе Хрватске 1941, Бешлагић је постављен за замјеника усташког стожерника, а од јуна до јула био је велики жупан Велике жупе Пливе и Раме. Послије је именован за министра саобраћаја и јавних радова, што је остао до новембра 1943. године.
Током напада Народноослободилачке војске Југославије на Бању Луку за Нову годину 1944. је заробљен, али је побјегао током сукоба партизана са њемачким трупама.
У мају 1945. бјежи са преосталим званичницима НДХ прво у Аустрију, а послије у Аргентину, гдје умире 1. децембра 1977. године.